# Gerardus Mes
Œuvres principales
- Souterliedekens (1561 ; vol. VIII-XI des Musijck Boexkens)

Gerardus Mes ou  Gherardus, actif en 1561, était un compositeur de l'école franco-flamande.

## La vie et les œuvres
Peu de ses œuvres nous sont parvenues, à part les Souterliedekens : des harmonisations polyphoniques à quatre voix des 150 psaumes et quelques cantiques dans la traduction néerlandaise attribuée à Willem van Zuylen van Nijevelt.  De ce dernier, la première édition du psautier, dont la notation musicale ne comporte qu'une seule ligne mélodique, date de 1540.  Les mises en musique polyphoniques de Mes ont été publiées en 1561 par l'éditeur anversois de musique polyphonique Tielman Susato comme volumes huit à onze de sa série de Musijck Boexkens (Livres de musique).  En 1556-1557, Susato avait déjà publié, dans cette série, des mises en musique à trois voix des Souterliedekens du compositeur Jacobus Clemens non Papa, déjà célèbre à cette époque.  Comme il l'avait déjà fait dans l'introduction de son édition de chansons profanes néerlandaises, publiées dans ses Ierste et Tweetste Musijck Boexken (Premier et Deuxième Livres de musique), l’éditeur Susato suggère dans la préface que les psaumes peuvent également être joués sur des instruments.  Sur la page de titre de l'édition, Mes se fait introduire par son éditeur comme un élève de Clemens non Papa.  C’est la seule information que l’on ait sur sa vie.  De l'édition de ses psaumes en quatre volumes, aucun exemplaire complet n'a été retrouvé ; la voix de basse manque. 
Dans ses psaumes, Mes met en pratique différentes techniques d'harmonisation.  Dans la voix de soprano, il reprend parfois la mélodie originale du même psaume de l’édition de 1540 (tandis que Clemens non Papa cite la mélodie originale dans la voix de ténor) ; mais, parfois, Mes écrit une composition entièrement nouvelle où il n’emprunte qu’initialement à la mélodie originale pour, ensuite, laisser se développer la composition d’une façon plus libre.  Dans certains cas, Mes emploie une mélodie existante, bien que ce ne soit pas celle que Clemens utilise pour le même psaume.  Les mises en musique des psaumes de Mes semblent avoir été relativement populaires au début du XVIIe siècle, car quelques psaumes ont inspiré le prêtre et poète Johannes Stalpaert van der Wiele de Delft pour en faire quelques contrafacta (chansons avec paroles nouvelles sur des mélodies existantes). Une tentative de reconstruction de la voix manquante, c'est-à-dire la basse, de quelques Souterliedekens, a été entreprise par le musicologue Louis Peter Grijp.  Outre les Souterliedekens, il ne nous reste des œuvres de Mes qu'un seul motet.

## Sources
- (en) GRIJP, Louis Peter.  « The Souterliedekens by Gherardus Mes (1561) », dans : From Ciconia to Sweelinck, Donum natalicum, Amsterdam, 1994.
- (en) GRIJP, Louis Peter.  Souterliedekens, 16th century secular songs and psalm settings from the Netherlands [Livret du CD], par l’ensemble de musique ancienne Camerata Trajectina, sous la direction de Louis Peter Grijp, 1992, Globe.